# Велика џамија у Гази
Велика џамија у Гази (арап. المسجد غزة الكبير, транслитерација: al-Masjid Ghazza al-Kabīr), позната и као Велика Омари џамија (арап. المسجد العمري الكبير, транслитерација: ʿUmarī al-Kabīr), била је највећа и најстарија џамија у појасу Газе, која се налазила у старом граду Газе.
Верује се да се налази на месту древног филистејског храма, а Византинци су ово место користили за подизање цркве у 5. веку. Након муслиманског освајања у 7. веку, претворена је у џамију. Ибн Батута, арапски географ из 10. века, описао је грађевину као „лепу“. Минарет Велике џамије срушен је у земљотресу 1033. године. Године 1149. крсташи су подигли велику цркву. Углавном су је уништили Ајубиди 1187. године, а затим су је Мамелуци почетком 13. века поново обновили као џамију.
Монголи су је уништили 1260. године, а затим је убрзо обновљена. Срушена је у земљотресу крајем века. Велику џамију су поново обновили Османлије отприлике 300 година касније. Тешко оштећену након британског бомбардовања током Првог светског рата, је 1925. обновио Врховни муслимански савет. Уништена је у израелском ваздушном нападу 7. децембра 2023. године; током напада је остао само мунар нетакнут, а већи део остатка претворен је у рушевине.